# Кастенедоло
Кастенедоло (італ. Castenedolo) — муніципалітет в Італії, у регіоні Ломбардія, провінція Брешія.
Кастенедоло розташоване на відстані близько 440 км на північний захід від Рима, 90 км на схід від Мілана, 8 км на південний схід від Брешії.
Населення — 11 411 осіб (2014).
Щорічний фестиваль відбувається 24 серпня. Покровитель — святий Варфоломій.

## Демографія
Населення за роками:

Станом на 1 січня 2023 року в муніципалітеті офіційно проживав 1161 іноземець з 60 країн, серед них 205 громадян країн Євросоюзу та 43 громадяни України.

## Сусідні муніципалітети
- Боргозатолло
- Брешія
- Кальчинато
- Геді
- Маццано
- Монтік'ярі
- Реццато

## Міста-побратими
- Градачац, Боснія і Герцеговина